# Triakis
Triakis es un género de tiburones de la familia Triakidae.
El nombre proviene de los vocablos latinos tri, que significa «tres», y acis, que significa «afilado» o «puntiagudo», en referencia a los dientes con tres puntas de estos tiburones.

## Especies
- Triakis acutipinna (Tollo del Ecuador) Kato, 1968.[2]
- Triakis maculata (Tollo manchado) Kner y Steindachner, 1867.[3]
- Triakis megalopterus (Tollo dentudo) Smith, 1839.[4]
- Triakis scyllium (Tollo rayado) Müller y Henle, 1839.[5]
- Triakis semifasciata (Tollo leopardo) Girard, 1855.[6]